# I Love You (песня 2NE1)
«I Love You» — песня корейской поп-группы 2NE1, изданная в качестве сингла 5 июля 2012 года.
«I Love You» заняла 1 место в основных корейских музыкальных чартах интернет-порталов и изданий, включая MelOn и Mnet, совершив так называемый «all-kill». Песня также дебютировала на первом месте в Billboard Korea K-Pop Hot 100.

## Информация о песне
Автором и продюсером «I Love You» стал корейский музыкант Тедди Пак, создавший большинство треков для 2NE1, соавтором песни также была Лидия Пэк.
В пресс-релизе к выходу сингла от лейбла YG Entertainment говорилось, что «со времени своего дебюта группа делала вещи в стиле хип-хоп, электро, регги и R&B. Пришло время для них бросить себе вызов и попробовать что-то новое». За несколько дней до выхода сингла был опубликован видео-тизер и 15-секундный отрывок песни. Выступление группы с «I Love You» стало первым номеров в программе телешоу Inkigayo 8 июля, 15 июля песня вошла в повтор.

## Критика
Песня получила, в основном, положительные рецензии от прессы. В отзыва от развлекательного корейского портала Soompi указано, что песня отличается от предыдущего творчества группы, девушек стоит похвалить за показ своей музыкальной разносторонности. Также была дана положительная оценка автору Тедди Паку; песня была названа «непривычной», а Пак «совершил очередной магический трюк, превратив эксперимент в шедевр». В рецензии журнала Spin песня была охарактеризована как «идеальная комбинация поп-музыки настоящего и будущего» и сравнена с творчеством Дэвида Гетты в плане музыки и аранжировки и Кеши в плане вокала.

## Список композиций
| №                   | Название                                   | Текст песни         | Музыка                 | Длительность |
| ------------------- | ------------------------------------------ | ------------------- | ---------------------- | ------------ |
| 1.                  | «I Love You» (아이 러브 유; Ai Leobeu Yoo) | Teddy Park          | Teddy Park, Lydia Paek | 3:57         |
| Общая длительность: | Общая длительность:                        | Общая длительность: | Общая длительность:    | 3:57         |

## Чарты
«I Love You» в день выхода совершила так называемый «all-kill», заняв первое место в основных корейских хит-парадах интернет-порталов и изданий. Да день было продано 300 000 цифровых копий сингла. Однако в основном корейском хит-параде Gaon Chart песня дебютировала только на 2 месте, поднявшись на первую строчку спустя неделю. В ежемесячном рейтинге Gaon песня возглавила июльский список.
«I Love You» стала первой K-pop-песней, попавшей в британский хит-парад; она попала сразу на 3 место чарта Electronic music и на 153 основного британского чарта iTunes. Также «I Love You» стала первой корейской песней, получившей ротацию на радио BBC Radio 1.

## Японская версия
«I Love You» стала третьим синглом 2NE1, выпущенным в Японии; специализированное японское издание сингла вышло 19 сентября 2012 года под лейблом YGEX. Песня также стала частью рекламной кампании 2NE1 для Maybelline Japan.
Сингл дебютировал на 3 месте японского хит-парада Oricon, за первый день было продано 10 646 копий.

### Список композиций
| №                   | Название                        | Текст песни                                    | Музыка                 | Длительность |
| ------------------- | ------------------------------- | ---------------------------------------------- | ---------------------- | ------------ |
| 1.                  | «I Love You» (Japanese Version) | Teddy Park, Keisuke, Sunny Boy, Izumi Soratani | Teddy Park, Lydia Paek | 3:57         |
| 2.                  | «I Love You» (Instrumental)     |                                                | Teddy Park, Lydia Paek | 3:57         |
| Общая длительность: | Общая длительность:             | Общая длительность:                            | Общая длительность:    | 7:54         |

| №  | Название                                                                     | Длительность |
| -- | ---------------------------------------------------------------------------- | ------------ |
| 1. | «I Love You (Japanese Version) PV» (Video Clip)                              |              |
| 2. | «I Love You (Japanese Version) PV» (Making Clip)                             |              |
| 3. | «The Vacation in Philippines» (Off Shot footage recorded in the Philippines) |              |

## Позиции в чартах
| Чарт                              | Наивысшая Позиция |
| --------------------------------- | ----------------- |
| Gaon Singles Chart                | 1                 |
| Gaon Streaming Singles chart      | 1                 |
| Gaon Download Singles chart       | 1                 |
| Gaon Karaoke Singles chart        | 2                 |
| iTunes UK Top 10 Electronic Chart | 3                 |
| Billboard Korea K-Pop Hot 100     | 1                 |
| Billboard Gospel Songs            | 21                |

| Чарт (2012)              | Наивысшая позиция | продажи |
| ------------------------ | ----------------- | ------- |
| Oricon ежедневный чарт   | 3                 | 10 646  |
| Oricon еженедельный чарт | 5                 | 13 530  |
| Oricon ежемесячный чарт  | 30                | 14 737  |

| Страна | Дата             | Лейбл            | Формат                                 |
| ------ | ---------------- | ---------------- | -------------------------------------- |
| Мир    | 5 июля 2012      | YG Entertainment | цифровая дистрибуция                   |
| Япония | 29 августа 2012  | YGEX             | цифровая дистрибуция (японская версия) |
| Япония | 19 сентября 2012 | YGEX             | CD (японская версия)                   |